# Martin Rummel
Martin Rummel (Linz, 2 maggio 1974) è un violoncellista austriaco.

## Biografia
Figlio di Peter Rummel, un docente in legge crebbe a Linz dove studiò al Akademisches Gymnasium. Studia con vari maestri quali Helga Schiff-Riemann (la madre di Heinrich Schiff), poi nel 1982 con Wilfried Tachezi, August Humer, Robert Cohen, Maria Kliegel quando si diplomò presso la Musikhochschule e William Pleeth (che fu il suo ultimo allievo di successo).
Egli ha suonato presso il Wiener Konzerthaus, Il Musikverein, Il Brucknerhaus, il Tonhalle Düsseldorf e alla Biennale di Venezia.

## Opere
- (DE) Reinhard Cebulla e Martin Rummel, Partita Opus Drei, Musikalische Kriminalgroteske, Brockmeyer Verlag, 2005, ISBN 978-3-8196-0669-4.
- (DE) Reinhard Cebulla e Martin Rummel, Suite Opus Eins, Musikalische Kriminalgroteske, Brockmeyer Verlag, 2002, ISBN 3-8196-0647-5.